# Hauptstuhl
Hauptstuhl ist eine Ortsgemeinde im Landkreis Kaiserslautern in Rheinland-Pfalz. Sie gehört der Verbandsgemeinde Landstuhl an.

## Geographie
Hauptstuhl liegt am Rande des Pfälzerwalds etwa 15 km östlich von Homburg und etwa 25 km westlich von Kaiserslautern. Im Norden hat Hauptstuhl Anteil an der Westpfälzischen Moorniederung, auch als Landstuhler Bruch bekannt. Südlich der Ortschaft erhebt sich die dicht bewaldete Sickinger Stufe, die Abbruchkante der Sickinger Höhe.
Zu Hauptstuhl gehört auch der Wohnplatz „Forsthaus Neubau“.

## Geschichte
Hauptstuhl wurde erstmals urkundlich im Jahre 1547 als Habstall erwähnt. Der Ort entstand erst im 16. Jahrhundert und lag in der Nähe der wohl zu Beginn des 16. Jahrhunderts untergegangenen Wüstung Ruppach.
Das Dorf Hauptstuhl gehörte bis zum Ende des 18. Jahrhunderts zum sogenannten Kleingericht der Herrschaft Landstuhl, das im Besitz der Freiherren von Sickingen der Linie zu Sickingen war.
Im Jahr 1794 wurde das Linke Rheinufer im Ersten Koalitionskrieg besetzt. Von 1798 bis 1814 gehörte Hauptstuhl zum Kanton Landstuhl im Departement Donnersberg.
Aufgrund der auf dem Wiener Kongress getroffenen Vereinbarungen kam das Gebiet im Juni 1815 zunächst zu Österreich und wurde 1816 auf der Grundlage eines Staatsvertrags an das Königreich Bayern abgetreten. Unter der bayerischen Verwaltung gehörte Hauptstuhl von 1817 an zum Landkommissariat Homburg im Rheinkreis, ab 1862 zum Bezirksamt Homburg. Da ein Teil des Bezirksamts – einschließlich Homburg selbst – 1920 dem neu geschaffenen Saargebiet zugeschlagen wurde, wechselte der Ort ins Bezirksamt Kaiserslautern und wurde bis 1938 von einer in Landstuhl ansässigen Bezirksamtsaußenstelle verwaltet. 1938 wurde der Ort in den Landkreis Kaiserslautern eingegliedert.
Nach dem Zweiten Weltkrieg wurde die Gemeinde Hauptstuhl innerhalb der französischen Besatzungszone Teil des Regierungsbezirks Pfalz im damals neu gebildeten Land Rheinland-Pfalz.
Bevölkerungsentwicklung
Die Entwicklung der Einwohnerzahl von Hauptstuhl, die Werte von 1871 bis 1987 beruhen auf Volkszählungen:
| Jahr | Einwohner |
| ---- | --------- |
| 1815 | 140       |
| 1835 | 382       |
| 1871 | 369       |
| 1905 | 504       |
| 1939 | 799       |
| 1950 | 930       |

| Jahr | Einwohner |
| ---- | --------- |
| 1961 | 1.140     |
| 1970 | 1.125     |
| 1987 | 1.094     |
| 1997 | 1.193     |
| 2005 | 1.278     |
| 2023 | 1.205     |

## Politik

### Gemeinderat
Der Gemeinderat in Hauptstuhl besteht aus 16 Ratsmitgliedern, die bei der Kommunalwahl am 9. Juni 2024 in einer personalisierten Verhältniswahl gewählt wurden, und dem ehrenamtlichen Ortsbürgermeister als Vorsitzendem.
Sitzverteilung:
| Wahl | SPD | CDU | WGS a | Gesamt   |
| ---- | --- | --- | ----- | -------- |
| 2024 | 5   | 4   | 7     | 16 Sitze |
| 2019 | 10  | 6   | –     | 16 Sitze |
| 2014 | 9   | 7   | –     | 16 Sitze |
| 2009 | 10  | 6   | –     | 16 Sitze |
| 2004 | 9   | 7   | –     | 16 Sitze |

### Bürgermeister
Nader Samadi Tehrani (Wählergruppe Samadi Tehrani) wurde am 4. September 2024 Ortsbürgermeister von Hauptstuhl. Bei der Direktwahl am 9. Juni 2024 hatte er sich mit 52,9 % gegen den bisherigen Amtsinhaber durchgesetzt.
Samadi Tehranis Vorgänger Gerald Bosch (SPD) hatte das Amt 2014 von Wolfgang Siegrist (SPD) übernommen, der 15 Jahre Ortsbürgermeister war.

### Wappen
| Wappen von Hauptstuhl | Blasonierung: „In dem von Schwarz und Silber geteilten Schild befinden sich oben fünf silberne Kugeln, unten ein roter Schrägrechtswellenbalken, begleitet beiderseits von je einem grünen Eichenblatt mit goldener Eichel.“ |
| Wappen von Hauptstuhl | Wappenbegründung: Die silbernen Kugeln sind aus dem Wappen der Grafen von Sickingen, welche über die Ortschaft im späten Mittelalter und der frühen Neuzeit herrschten. Der rote Balken soll an die untergegangene Ortschaft Ruppach (Rotbach) erinnern, die einst auf der Gemarkung Hauptstuhls existierte. Das Eichenlaub steht für die Waldweiderechte, die das Dorf im Reichswald hatte und für den Waldreichtum. |

## Verkehr

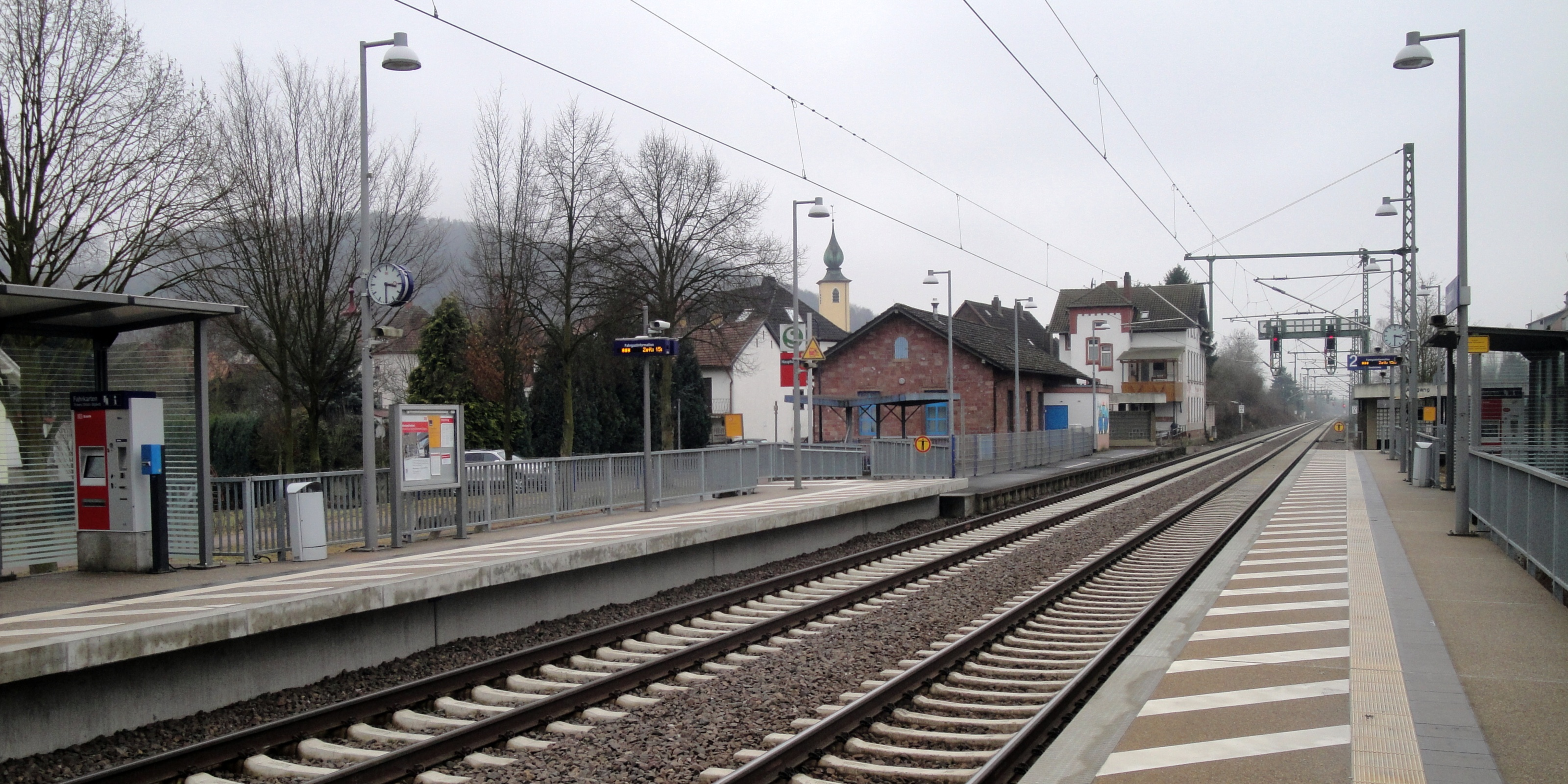
Bahnhof Hauptstuhl

- Die Gemeinde ist durch die A 6 (Anschlussstelle: Bruchmühlbach-Miesau) und die A 62 (Anschlussstelle Hauptstuhl/Landstuhl West) an das Autobahnnetz angebunden.
- Der Öffentliche Nahverkehr ist in den Verkehrsverbund Rhein-Neckar (VRN) integriert.
- Der Bahnhof Hauptstuhl liegt an der Bahnstrecke Mannheim–Saarbrücken.

## Kultur und Sehenswürdigkeiten

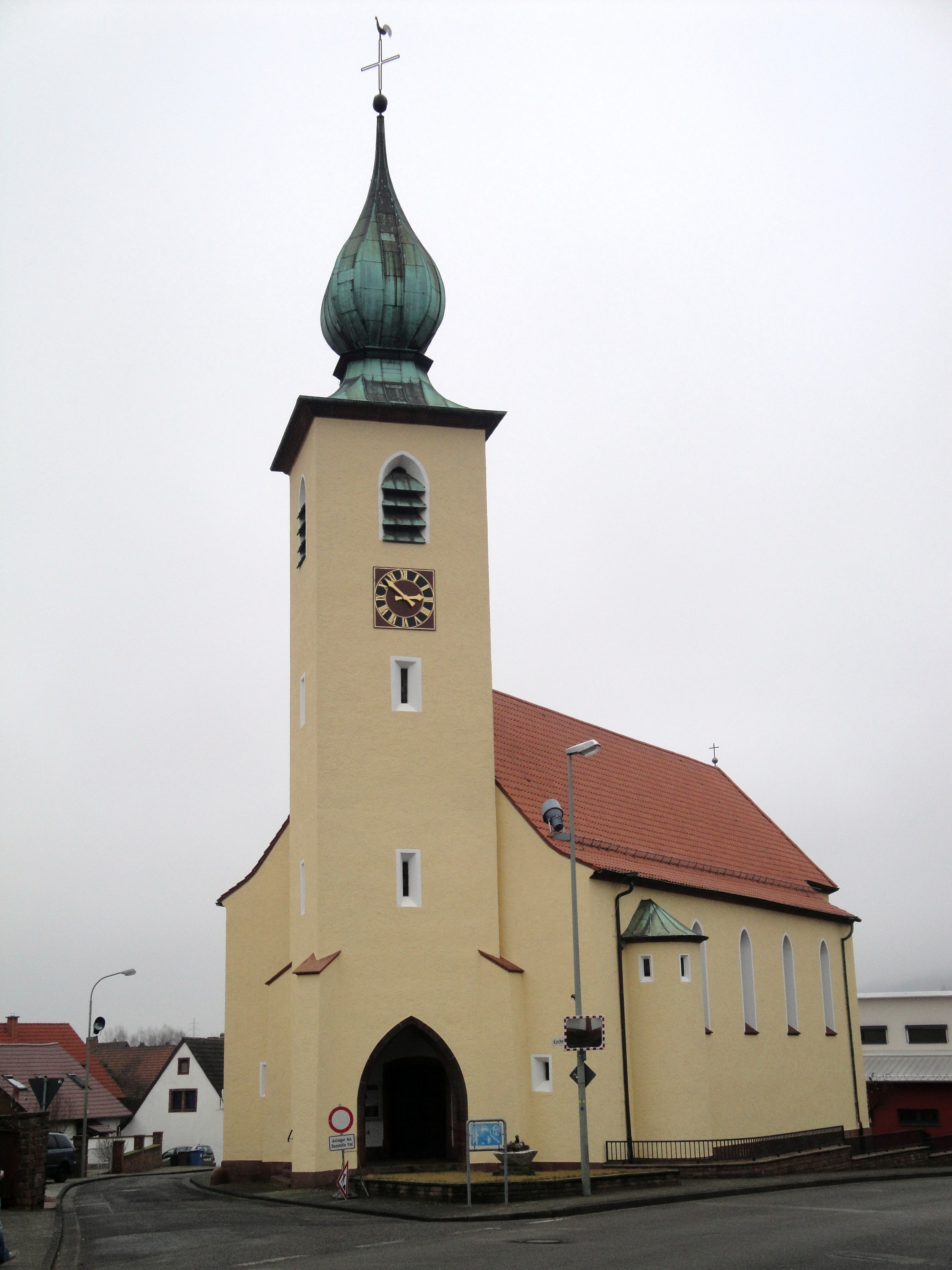
St. Ägidius
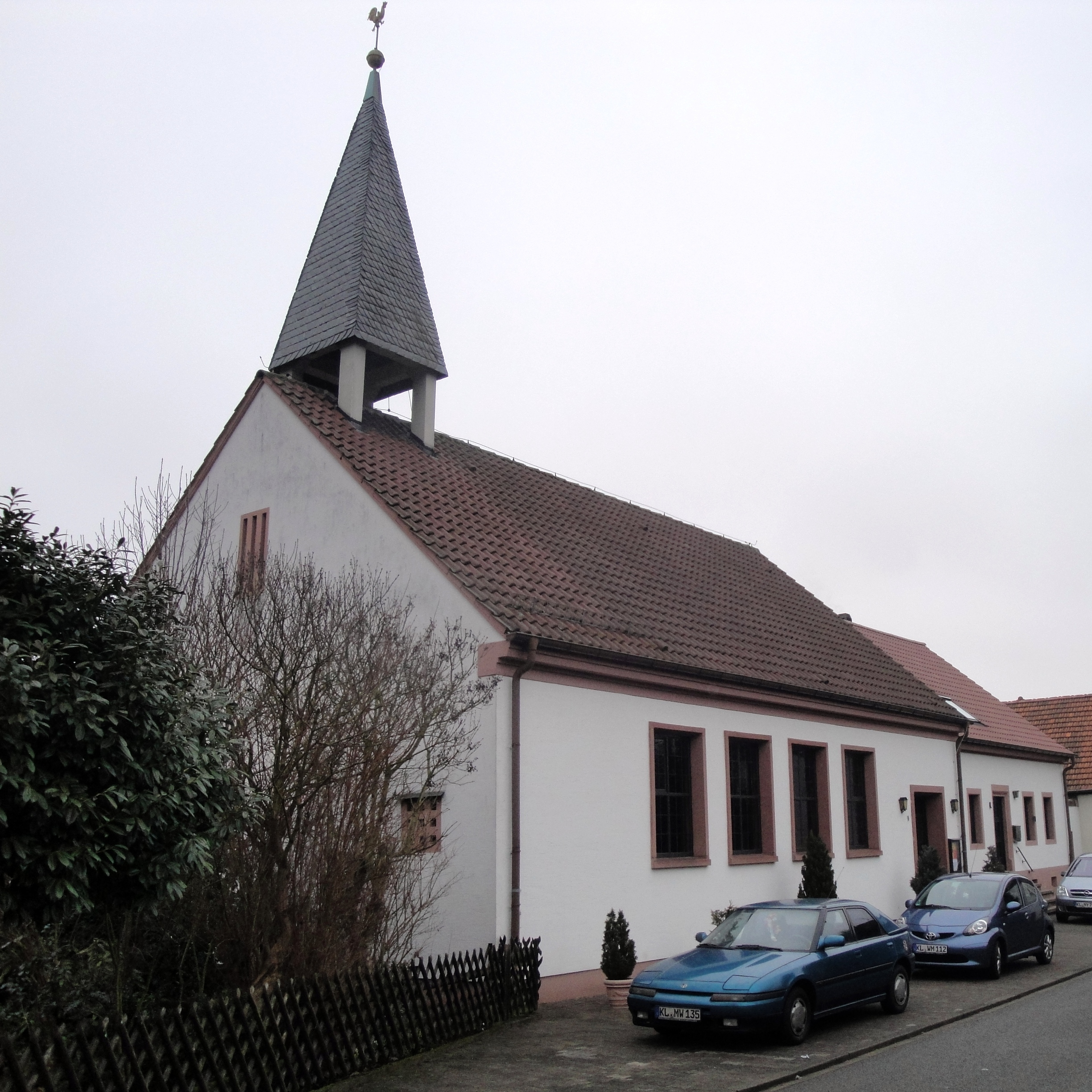
Evangelische Kirche

In Hauptstuhl prägen zwei Kirchen unterschiedlicher Konfessionen das Ortsbild. Die katholische St. Ägidius-Kirche befindet sich im Ortszentrum in der Kirchenstraße und ist durch ihren markanten Zwiebelturm eine Besonderheit in der Region. Die evangelische Kirche ist ein schlichter Saalbau mit Dachreiter in der Schulstraße. Als Saalkirche besitzt sie einen rechteckigen, nicht unterteilten Innenraum ohne Seitenschiffe oder Säulen – eine Bauform, die typisch für kleinere protestantische Dorfkirchen ist und auf Funktionalität sowie gute Sicht- und Hörverhältnisse ausgerichtet ist.
Hauptstuhl liegt an der Nordroute des Pfälzer Jakobsweges, die von Speyer über Landstuhl und Bruchmühlbach-Miesau nach Hornbach verläuft.

## Öffentliche Einrichtungen

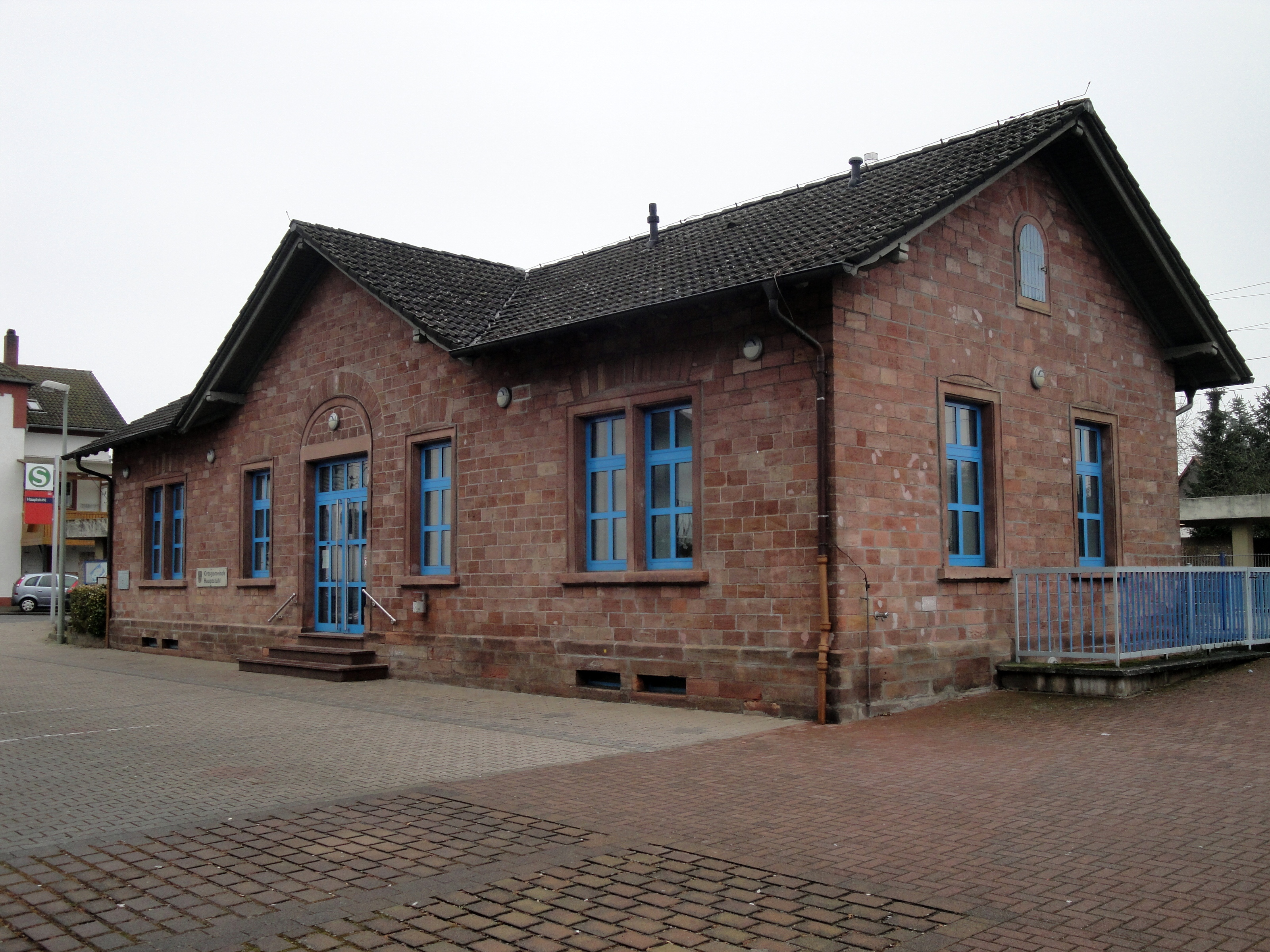
Ehemaliges Bahnhofsgebäude – heute Bürgerhaus

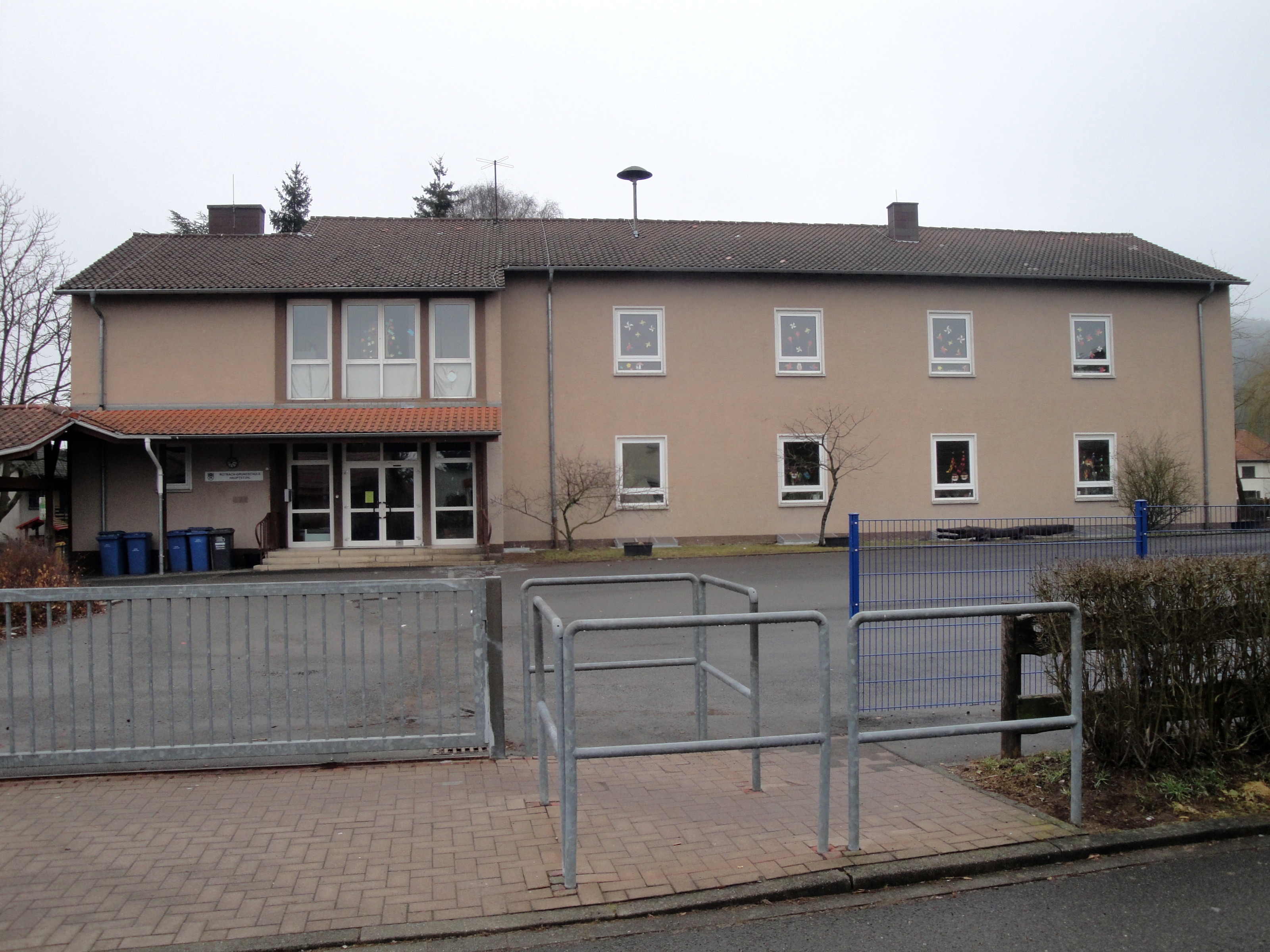
Rotbach-Grundschule Hauptstuhl

Hauptstuhl verfügt über mehrere öffentliche Einrichtungen, darunter das Bürgerhaus, die Multifunktionshalle, die Rotbach-Grundschule, einen Kindergarten sowie die Freiwillige Feuerwehr.

### Bürgerhaus
Das Bürgerhaus der Ortsgemeinde befindet sich in der Bahnhofstraße. Es ist im ehemaligen Bahnhofsgebäude von Hauptstuhl untergebracht.

### Multifunktionshalle
Die Multifunktionshalle Hauptstuhl liegt in der Kaiserstraße neben der katholischen Kirche.

### Grundschule und Kindergarten
- Rotbach‑Grundschule Hauptstuhl, Grundschule für ortsansässige Kinder.
- Kindergarten Hauptstuhl, Betreuungseinrichtung unter Trägerschaft der Ortsgemeinde.

### Freiwillige Feuerwehr
Die Freiwillige Feuerwehr Hauptstuhl übernimmt Aufgaben des Brand- und Katastrophenschutzes sowie der technischen Hilfeleistung in der Gemeinde.

## In Hauptstuhl geboren
- Markus Spanier OSB (* 1961), Abt des Benediktinerstiftes Marienberg